# Uniforme de la selección de fútbol de Indonesia
Durante Indias Orientales Neerlandesas, el equipo compitió como Indias Orientales Neerlandesas en partidos internacionales y jugó con una camiseta naranja, el color nacional de Países Bajos. No hay documentos oficiales sobre el equipo del equipo, solo varias fotos en blanco y negro del partido contra Hungría en la Copa Mundial de Fútbol de 1938; pero documentos no oficiales declararon que el kit consistía en una camiseta naranja, pantalones cortos blancos y medias azules.
Desde la  Independencia de Indonesia, el uniforme consiste en rojo y blanco, los colores de la  bandera del país. También se usó una combinación de verde y blanco para los equipos de visitante, y se utilizó para la participación del equipo en los Juegos Olímpicos de Melbourne 1956 en Melbourne, Australia, hasta mediados de la década de 1980.
El equipo de casa 2010–2012 se convirtió en un problema cuando el equipo indonesio jugó contra un oponente que llevaba un uniforme completamente blanco, ya que los calcetines eran blancos en lugar de rojo habitual. La solución se resolvió con una combinación rojo-verde-verde (para juegos fuera de casa) con pantalones cortos verdes y calcetines tomados del kit de visitante, o inicialmente un uniforme completamente rojo (para juegos en casa). Después de una derrota en casa en el partido  Clasificatorio para la tercera ronda de la Copa Mundial 2014 contra  Baréin el 6 de septiembre de 2011, se usaron los shorts rojos aplicación) fueron desechados después de su primera salida y nunca más se volvieron a usar. Los calcetines rojos tenían una aplicación blanca, diferente de los calcetines rojos con una aplicación verde que generalmente se usa durante el entrenamiento. La combinación de rojo-blanco-rojo utilizada muchas veces en el futuro como equipo local alternativo, por ejemplo, en los siguientes partidos en casa de las eliminatorias contra  Catar y  Irán  más adelante en ese año.
El 12 de noviembre de 2012, una semana antes del comienzo de la Copa AFF Suzuki 2012, Indonesia lanzó sus nuevos uniformes de local y de visitante, nuevamente diseñados por Nike. El uniforme de casa volvió a la combinación rojo-blanco-rojo, como fue el caso en 2008, y el uniforme de visitante consistió en una combinación blanco-verde-blanco. "El color verde aporta un toque histórico ya que el equipo nacional en la década de 1950 llevaba camisas verdes", dijo el gerente de marketing de Nike Indonesia, Nino Priyambodo. "Esperamos que pueda inspirar al equipo nacional para mejores actuaciones en el futuro". El los pantalones cortos alternativos para este kit de casa eran pantalones cortos rojos y pantalones cortos de visitante verdes, mientras que los pantalones cortos alternativos del kit de visitante eran pantalones cortos blancos con numeración roja de los pantalones cortos predeterminados para jugar de local.
El 31 de octubre de 2014, Nike lanzó los equipos locales y fuera de casa de Indonesia para el  Campeonato AFF 2014. La camisa de la casa era roja con el logotipo y las líneas blancas de Nike y un acento verde en los hombros y la punta de las mangas, restringido por las líneas blancas. El kit para el hogar consistía en una combinación rojo-blanco-rojo. La camisa de visitante es blanca con cuello verde, puntas de manga y logotipo de Nike. El kit de visitante consistió en una combinación de blanco, verde y blanco. Debido a la sanción de la FIFA impuesta en 2015, los kits se usaron nuevamente en  Campeonato AFF 2016 y hasta 2018 con dos fuentes diferentes a las 2014 Nike usadas anteriormente.
El 31 de mayo de 2018, Nike lanzó los nuevos uniformes de local y visitante de Indonesia. La camiseta de la casa es roja con el logo dorado de Nike inspirado en el emblema nacional del país, el  Garuda Pancasila. El uniforme de local consiste en una combinación rojo-blanco-rojo. La camiseta de visitante es blanca con el logo verde de Nike. El uniforme de visitante consta de una combinación de blanco, verde y blanco.

## Evolución del uniforme

#### Local
| Francia 1938 | 2004-2006 | 2006-2007 | 2007-2008 | 2008-2010     |
| 2010-2011    | 2012-2014 | 2014-2015 | 2016-2017 | 2018-presente |

#### Alternativo
| Francia 1938 | 2004-2006 | 2006-2007 | 2007-2008     | 2008-2010 | 2010-2012 |
| 2012-2014    | 2014-2015 | 2016-2017 | 2018-presente |           |           |

### Proveedor
| Proveedor | periodo       |
| --------- | ------------- |
| Adidas    | 1970–1995     |
| Diadora   | 1995–1996     |
| ASICS     | 1996–1997     |
| Adidas    | 1997–2000     |
| Nike      | 2000–2002     |
| Adidas    | 2004–2006     |
| Nike      | 2007–presente |